# 埃利奥特 (北达科他州)
埃利奥特（英語：Elliott），是美国北达科他州下属的一座城市。根据2010年美国人口普查，该市有人口25人。